# Chrysopa azygota
Chrysopa azygota is een insect uit de familie van de gaasvliegen (Chrysopidae), die tot de orde netvleugeligen (Neuroptera) behoort. 
Chrysopa azygota is voor het eerst wetenschappelijk beschreven door Banks in 1915.